# شوهي موريياسو
شوهي موريياسو (باليابانية: 森保 翔平) (17 أغسطس 1991 في هيروشيما في اليابان – )؛ هو لاعب كرة قدم ياباني سابق كان يلعب كمدافع.

## وصلات خارجية
- شوهي موريياسو على موقع رابطة كرة القدم اليابانية للمحترفين (اليابانية)
- شوهي موريياسو على موقع قاعدة بيانات كرة القدم.إي يو (الإنجليزية)
- شوهي موريياسو على موقع Soccerway.com (الإنجليزية)
- شوهي موريياسو على موقع عالم كرة القدم.نت (الإنجليزية)